# Guitar Hero II

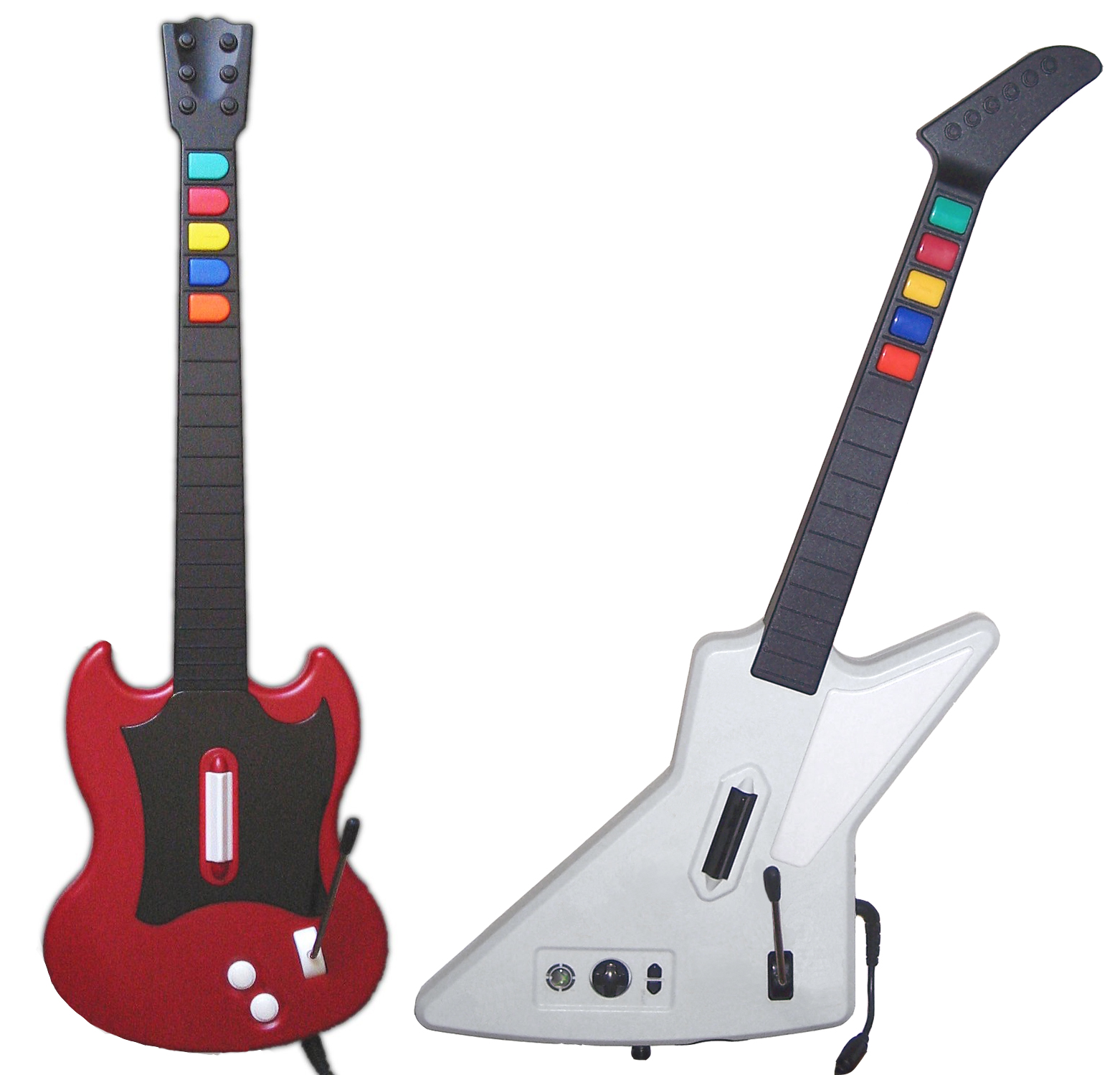
Kontrolery gitar w zestawie z grą: wiśniowy Gibson SG (na PS2) i Gibson X-Plorer (na Xbox 360)

Guitar Hero II – muzyczna gra komputerowa opracowana przez Harmonix Music Systems i wydana przez RedOctane. Gra jest drugą częścią serii Guitar Hero i została wydana na konsoli PlayStation 2 w listopadzie 2006 roku, a następnie na konsoli Xbox 360 w kwietniu 2007.

## Rozgrywka
Gracz wciela się w postać członka grupy rockowej – gitarzysty, który ma za zadanie doprowadzić siebie i cały zespół do szczytu sławy. Podczas gry wyświetlają się kolory przycisków i zadaniem gracza jest naciśnięcie w odpowiednim momencie na kontrolerze tego samego koloru.
W grze istnieje możliwość nauki obsługiwania kontrolera, tryb gry jednoosobowej oraz wieloosobowej.
Gra zawiera utwory m.in. takich artystów jak: Aerosmith, Nirvana, Foo Fighters, Rage Against the Machine i Guns N’ Roses.

## Lista utworów[2]
| Tytuł                               | Wykonawca                |
| ----------------------------------- | ------------------------ |
| Bad Reputation                      | Thin Lizzy               |
| Beast and the Harlot                | Avenged Sevenfold        |
| Billion Dollar Babies               | Alice Cooper             |
| Can't You Hear Me Knocking          | The Rolling Stones       |
| Carry Me Home                       | The Living End           |
| Carry On Wayward Son                | Kansas                   |
| Cherry Pie                          | Warrant                  |
| Crazy on You                        | Heart                    |
| Dead!                               | My Chemical Romance      |
| Free Bird                           | Lynyrd Skynyrd           |
| Freya                               | The Sword                |
| Girlfriend                          | Matthew Sweet            |
| Hangar 18                           | Megadeth                 |
| Heart-Shaped Box                    | Nirvana                  |
| Hush                                | Deep Purple              |
| Institutionalized                   | Suicidal Tendencies      |
| Jessica                             | The Allman Brothers Band |
| John the Fisherman                  | Primus                   |
| Killing in the Name                 | Rage Against the Machine |
| Laid to Rest                        | Lamb of God              |
| Last Child                          | Aerosmith                |
| Life Wasted                         | Pearl Jam                |
| Madhouse                            | Anthrax                  |
| Message in a Bottle                 | The Police               |
| Misirlou                            | Dick Dale                |
| Monkey Wrench                       | Foo Fighters             |
| Mother                              | Danzig                   |
| Possum Kingdom                      | Toadies                  |
| Psychobilly Freakout                | Reverend Horton Heat     |
| Rock and Roll, Hoochie Koo          | Rick Derringer           |
| Rock This Town                      | Stray Cats               |
| Salvationn                          | Rancid                   |
| Search and Destroy                  | The Stooges              |
| Shout at the Devil                  | Mötley Crüe              |
| Stop!                               | Jane’s Addiction         |
| Strutter                            | Kiss                     |
| Surrender                           | Cheap Trick              |
| Sweet Child O' Mine                 | Guns N’ Roses            |
| Tattooed Love Boys                  | The Pretenders           |
| Them Bones                          | Alice in Chains          |
| Tonight I'm Gonna Rock You Tonight  | Spinal Tap               |
| Trippin' on a Hole in a Paper Heart | Stone Temple Pilots      |
| The Trooper                         | Iron Maiden              |
| War Pigs                            | Black Sabbath            |
| Who Was in My Room Last Night?      | Butthole Surfers         |
| Womann                              | Wolfmother               |
| You Really Got Me                   | Van Halen                |
| YYZ                                 | Rush                     |